# Carrie Phillips
Carrie Phillips (ur. 22 września 1873, zm. 3 lutego 1960 w Marion) – kochanka Warrena Hardinga, późniejszego prezydenta Stanów Zjednoczonych, prawdopodobnie szpieg niemieckiego wywiadu.
Harding poznał Carrie Phillips na przełomie XIX i XX wieku, gdy oboje mieszkali w Marion w stanie Ohio i byli sąsiadami. Małżeństwa Phillipsów i Hardingów przyjaźniły się wówczas, ale w 1904 roku Harding nawiązał z Carrie romans. Po odkryciu romansu w następnym roku, Carrie Phillips wyjechała z mężem i dzieckiem do Niemiec. W przeciwieństwie do męża, wróciła do USA dopiero w przeddzień wybuchu I wojny światowej i szybko odnowiła romans z Hardingiem, który był wówczas senatorem. W okresie sporów o przystąpienie USA do wojny w Europie Phillips szantażowała Hardinga ujawnieniem ich romansu w razie poparcia przez niego wypowiedzenia wojny Niemcom. Ostatecznie Harding zagłosował za wypowiedzeniem wojny, a Phillips nie spełniła groźby. Lato 1917 roku spędziła na Long Island, gdzie najprawdopodobniej obserwowała bazę wojskową na zlecenie niemieckiego wywiadu.
Podczas wyłaniania przez republikanów kandydata do wyborów prezydenckich wybór padł na Hardinga, który był jedynym akceptowalnym dla wszystkich stronnictw w partii kandydatem. Po otrzymaniu nominacji Harding zmuszony był poinformować władze partii o romansie z Carrie Phillips i posiadanych przez nią na to dowodach w postaci listów od Hardinga. Phillips zażądała za swoje milczenie pieniędzy, została opłacona kwotą 25 000 dolarów i miesięczną pensją w wysokości 2 000 dolarów. Ponadto uzyskała posady dla członków swojej rodziny i prezent w postaci wycieczki do Azji. Phillips wywierała nacisk na Hardinga także po jego wyborze, aż do niespodziewanej śmierci prezydenta w 1923 roku.
Wkrótce potem wyjechała do Niemiec, wróciła do USA w przeddzień wybuchu II wojny światowej. W USA wciąż wyrażała poparcie dla III Rzeszy, utrzymywała znajomość z innymi proniemieckimi postaciami (Henry Ford, Charles Lindbergh). Jej osoba mocno interesowała amerykański kontrwywiad.
Listy od Hardinga Phillips przekazała Francisowi Russellowi, który przygotowywał się do napisania biografii Hardinga, z zastrzeżeniem, że publikacja ma nastąpić po jej śmierci.
Zmarła w 1960 roku.